# 세리자와 유지
세리자와 유지(일본어: 芹澤 裕二, 1968년 4월 12일 ~ )는 전 일본 프로 야구 주니치 드래건스의 포수이자, 현 KBO 리그 SSG 랜더스의 배터리코치이다.

## 선수 시절

### 아마추어 시절
사이타마현 출신으로 가와고에 시립 요시노 중학교를 거쳐 사이타마 현립 오미야히가시 고등학교에 진학해 포수로 활약했고, 고교 통산 15홈런을 기록했다.

### 주니치 드래건스시절
고교 졸업 후 1986년에 프로 야구 드래프트 번외로 입단하였지만, 단 한 번도 1군 경기에 출전하지 못하고 1995년에 은퇴했다.

## 야구선수 은퇴 후
1996년 ~ 2003년까지 주니치 드래건스의 배터리코치, 2004년에는 불펜코치로 활동했고 2005년 ~ 2009년에는 도호쿠 라쿠텐 골든이글스의 2군 배터리코치를 맡았다. 2010년부터는 SK 와이번스의 배터리코치로 발탁돼 같은 해 정규 리그 우승과 한국시리즈 우승에 기여했다. 2011년 시즌 후 삼성 라이온즈의 배터리코치로 선임돼 2014년까지 활동하고 2015년부터는 도쿄 야쿠르트 스왈로스의 2군 배터리코치로 자리를 옮겼다. 2016년 시즌 후 삼성 라이온즈의 배터리코치로 재선임됐지만 2017년 시즌 후 사임했다. 2018년 10월 25일에 LG 트윈스 배터리코치에 선임됐다.

## 출신 학교
- 사이타마현립 오미야히가시 고등학교

## 등번호

### 주니치 드래건스선수 시절
- '63' (1987년 ~ 1995년)

### 코치 시절
- '98' (1996년 ~ 2003년, 주니치 드래건스)
- '113' (2004년, 주니치 드래건스)
- '90' (2005년 ~ 2009년, 도호쿠 라쿠텐 골든이글스 / 2015년 ~ 2016년, 도쿄 야쿠르트 스왈로스 / 2022년, SSG 랜더스)
- '82' (2010년 ~ 2011년, SK 와이번스 / 2021년, SSG 랜더스)
- '83' (2012년 ~ 2014년, 2017년, 삼성 라이온즈)
- '80' (2019년 ~ 2020년, LG 트윈스)